# Hieracium saxifragum
Hieracium saxifragum é uma espécie de planta com flor pertencente à família Asteraceae. 
A autoridade científica da espécie é Fr., tendo sido publicada em Symb. Hist. Hierac. 100. 1848.

## Portugal
Trata-se de uma espécie presente no território português, nomeadamente em Portugal Continental.
Em termos de naturalidade é nativa da região atrás indicada.

## Protecção
Não se encontra protegida por legislação portuguesa ou da Comunidade Europeia.